# Episodi di ABC Afterschool Specials (sesta stagione)
La sesta stagione della serie televisiva ABC Afterschool Specials è stata trasmessa negli Stati Uniti d'America dalla ABC dal 12 ottobre 1977 al 5 maggio 1978.
In Italia la serie è inedita.
| nº | Titolo originale                          | Titolo italiano | Prima TV USA     | Prima TV Italia |
| -- | ----------------------------------------- | --------------- | ---------------- | --------------- |
| 1  | Hewitt's Just Different                   |                 | 12 ottobre 1977  |                 |
| 2  | The Pinballs                              |                 | 26 ottobre 1977  |                 |
| 3  | Michel's Mixed-Up Musical Bird            |                 | 1º febbraio 1978 |                 |
| 4  | It Isn't Easy Being a Teenage Millionaire |                 | 1º marzo 1978    |                 |
| 5  | The Rag Tag Champs                        |                 | 22 marzo 1978    |                 |
| 6  | Mom and Dad Can't Hear Me                 |                 | 5 aprile 1978    |                 |
| 7  | It's a Mile from Here to Glory            |                 | 5 maggio 1978    |                 |